# Gondolatjel és nagykötőjel
A nagykötőjel és a gondolatjel (jelük: –, a magyarban szokásos hosszal a szaknyelvben félkvirtmínusz) a kötőjelnél nagyjából kétszer hosszabb, vízszintes vonal. A magyar helyesírásban mindkét kifejezés egyazon írásjelre utal; használattól függően hivatkozunk rá egyik vagy másik néven. A gondolatjelet formailag általában az különbözteti meg a nagykötőjeltől, hogy szóköz előzi meg, és szóköz vagy írásjel követi. Egyesek hosszúkötőjelnek is nevezik.

## Használata a helyesírás szerint

### Gondolatjel néven
Gondolatjelről önálló mondatok (olykor mondatrészek) összekapcsolásakor beszélünk:
- elkülönülő gondolatsorok elválasztására (l. AkH.12 247.),
- közbevetés jelölésére (például Az ablak – természetesen – nyitva volt, l. AkH. 251–253., 249. b)),
- emberek vagy közmondások idézésekor (például „Így jó lesz” – mondta, l. AkH. 257. b), c), 260.),
- párbeszédek egymást követő soraiban (l. AkH.12 259.),
- lazábban kapcsolódó gondolatok elválasztásánál, a pontosvesszőhöz hasonló szerepben (például Ez jónak tűnik – szerintem elfogadhatjuk.).

A gondolatjelet mindig szóköz előzi meg (kivéve a párbeszédek sorainak elején), utána (esetleg vesszőt, pontosvesszőt vagy kettőspontot követően) újabb szóköz következik.

### Nagykötőjel néven
Nagykötőjelről szavak, szókapcsolatok (többnyire lazább, alkalmi) összefűzésekor beszélünk (l. AkH.12 264.):
- népek, nyelvek összekapcsolásakor (például angol–magyar szótár, Osztrák–Magyar Monarchia),
- tulajdonnevek összekapcsolásakor (például Hadrovics–Gáldi-féle szótár [az utóbbi jel kötőjel], Újpesti Dózsa–Ferencváros),
- teljes tulajdonnevek összekapcsolásakor kis spáciummal (nem szóközzel!) szedendő, hogy az egyes nevek elkülönüljenek (például: Filep László – Bereznai Gyula, Walter Gropius – Moholy-Nagy László)
- valamettől valameddig terjedő viszony jelölésére (például Budapest–Bécs-járat, 2004–2005. évi, Ménesi út 11–13.) és
- géptípusok számjelzése mellett (például Apollo–11).

A nagykötőjel előtt és után nem állhat szóköz. Kivétel ez alól csak az olyan, bonyolultabb esetekben fordul elő, amikor többtagú szókapcsolatokat köt össze egymással (például i. e. 753 – i. sz. 456, MINSZK–22 – RAZDAN–3-szerű inkompatibilitás).

## Jelentésmegkülönböztető szerepe
A kiskötőjel és a nagykötőjel különbsége bizonyos esetekben értelmi különbséget is hordoz:
- Az „1985-1990” arra utal, hogy hozzávetőleg akkortájt valamikor (bár lehet, hogy 1984-ben vagy 1991-ben), az „1985–1990” pedig pontosan az adott időtartományra utal.
- A „Boyle-Mariotte-törvény” (ami nincs) azt jelentené, hogy egy Boyle-Mariotte nevű emberről nevezték el (vö. Gay-Lussac-törvény, amit Gay-Lussacról neveztek el), a Boyle–Mariotte-törvény (ami van) pedig azt jelenti, hogy egy Boyle és egy Mariotte nevű emberről nevezték el (ahogy az valójában történt).
- A „Komárom-Esztergom” a megyére mint egységre utal, a „Komárom–Esztergom” alak pedig a Komárom és Esztergom közti útvonalat jelöli.
- A „német-római” egy összeforrt egységre utal, mint a Német-római Birodalom nevében, a „német–olasz” pedig Németország és Olaszország, a németek és az olaszok közti, ill. a német és az olasz nyelv viszonylatában értendő dolgot jelöl.

Érdekesség, hogy ha egy nagykötőjellel kapcsolt szerkezet együttesen egy nagyobb szerkezet egyik elemét alkotja, amelynek másik tagjához szintén nagykötőjellel kapcsoljuk, akkor az eredeti szerkezet nagykötőjeléből kiskötőjel válik az OH. alábbi példája szerint: osztrák–magyar (nagykötőjellel), viszont orosz–osztrák-magyar határ (az eredeti nagykötőjel kiskötőjelre vált az újabb miatt, l. OH. 1144. o.).

## Formája, számítógépes megjelenítése
A kódtáblában több vízszintes vonalat is találunk, gondolatjelként latin betűs írásokban a következőket használják:
- –  félkvirtmínusz, en dash: Egy en (fél em) szélességű gondolatjel és nagykötőjel.
- —  kvirtmínusz, em dash: Egy em szélességű, angolszász jel. Lásd még szóköz.

A modern magyar szedésben bármelyik célra csakis a rövidebbet, vagyis a félkvirtmínuszt használjuk; ez azonban még mindig hosszabb és vékonyabb a kötőjelnél. Korábban viszont nem így volt: a helyesírási szabályzat 1987-es, 11. kiadásában, vagy a helyesírási kéziszótár 1991-es kiadásában m szélességű jeleket használtak, csak a 21. századi kiadványokban terjedt el az n szélességű.
HTML-kódja &ndash; vagy &#8211;. A Windowsban az Alt+0150, Linux alatt, magyar billentyűzetkiosztással az AltGr+Z kombinációval lehet előhívni; a Wordben pedig a bal Ctrl gombbal és a számbillentyűzeten lévő mínuszjellel is elérhető. Unicode-kódja U+2013.
Ha a nagykötőjel semmiképpen sem érhető el, két kötőjellel (--) szokták helyettesíteni.